# 가스실

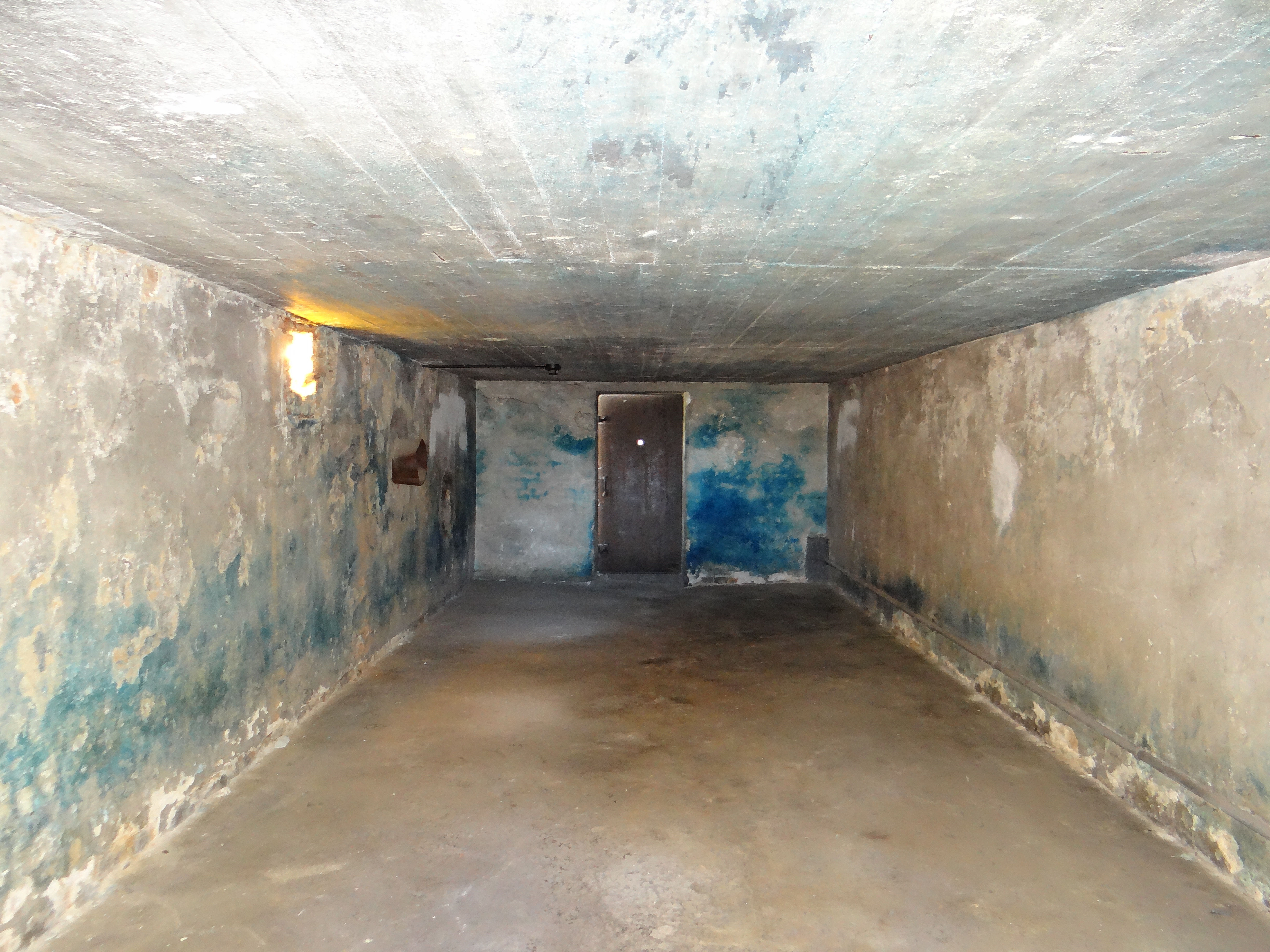
마이다네크 강제 수용소의 가스실

가스실(Gas chamber)은 독가스로 안에 있는 것을 살상하는 밀폐된 방이다. 미국의 몇 개 주에서는 사형 집행 방법으로 가스실을 채택하고 있다. 사형수를 가스실 내부의 의자나 침대에 묶은 후 황산이 담긴 용기를 놓고 가스실을 밀폐한 후 외부에서 황산에 사이안화나트륨을 떨어뜨려 맹독인 사이안화 수소를 발생시킴으로써 사형수를 죽음에 이르게 한다.